# Urinoir (sanitair)

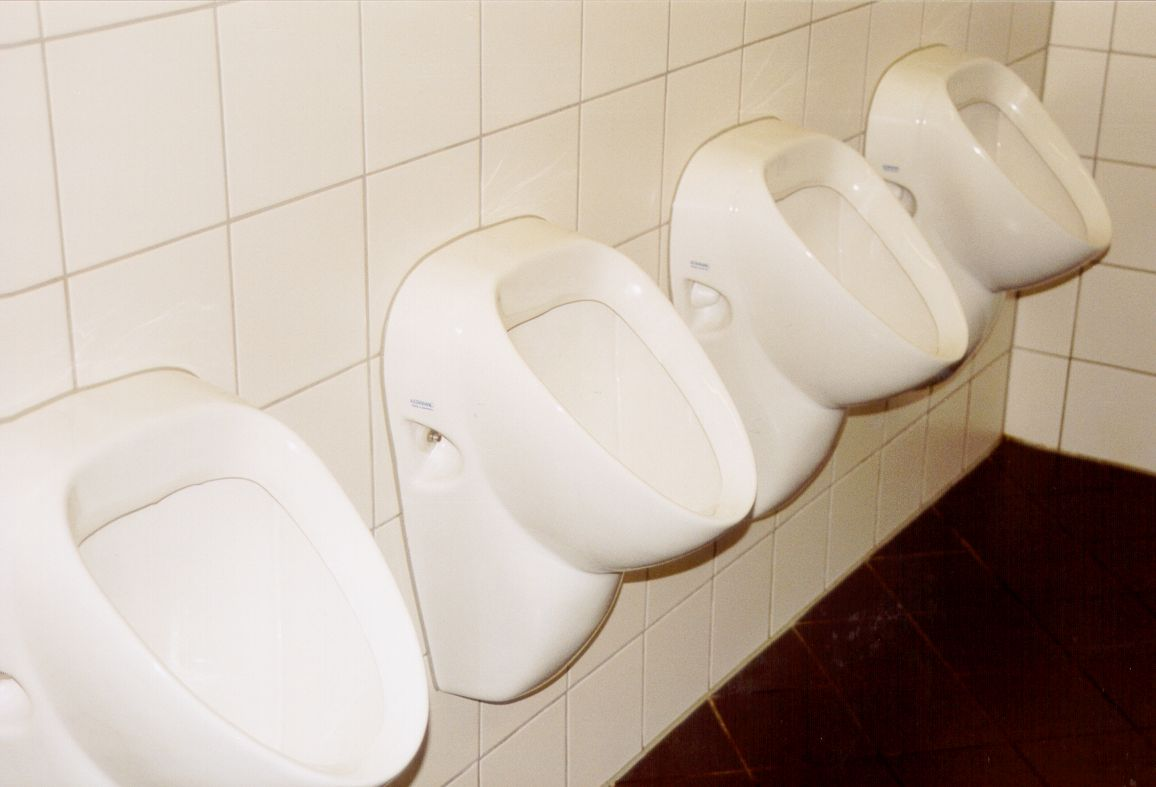
Urinoirs.

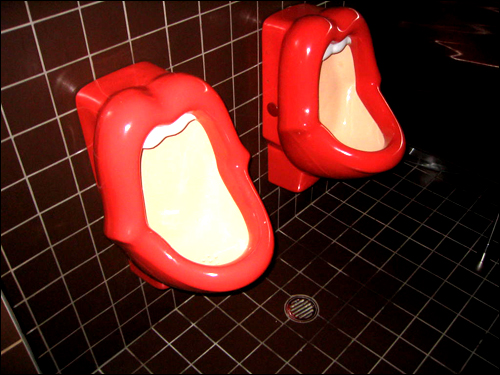
De Kisses, een urinoir dat tevens als kunstobject was bedoeld maar bij veel mensen minder goed in de smaak viel.

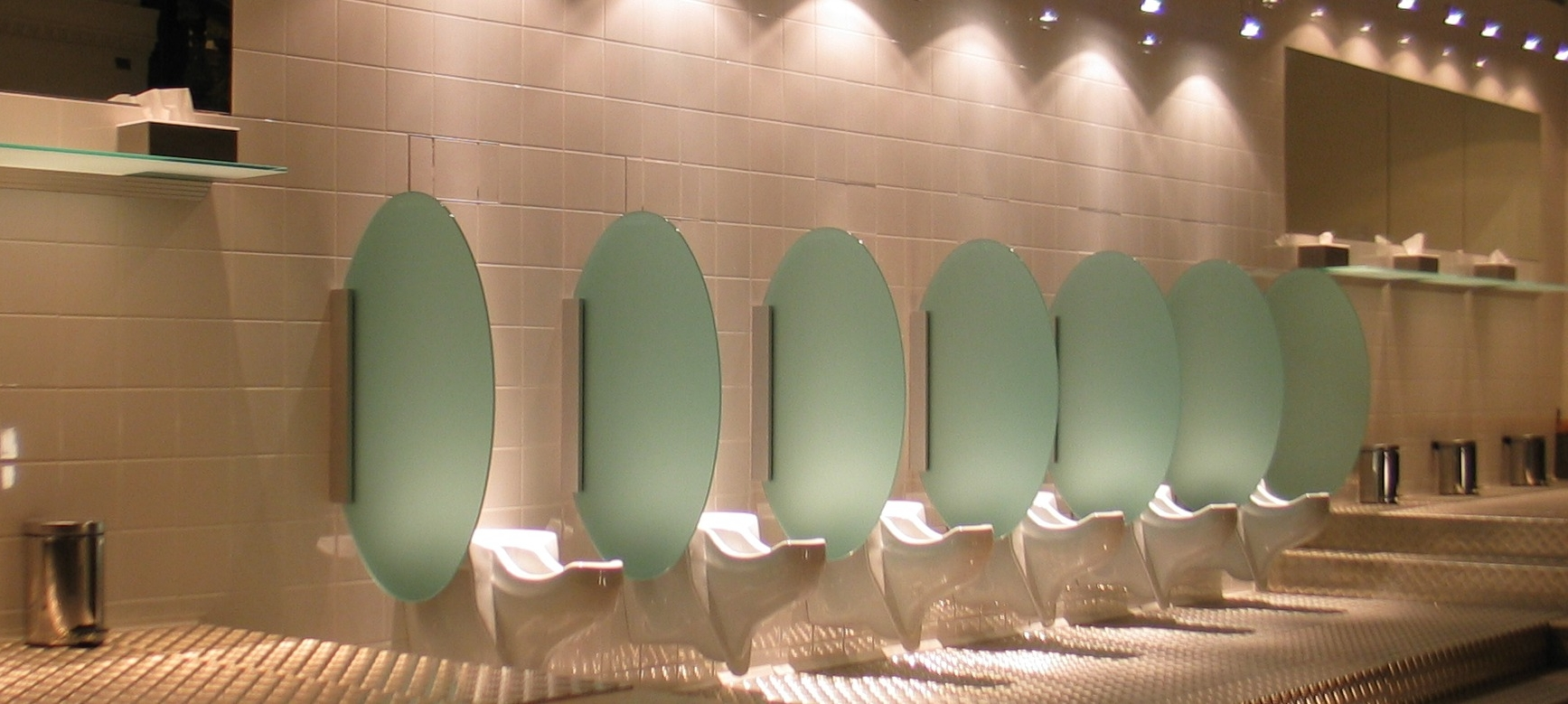
Vrouwenurinoirs gescheiden door schaamschotten

Een urinoir (ook wel pi(e)sbak genoemd) is een sanitaire opvangbak waarin mannen kunnen plassen.

## Algemene kenmerken
Urinoirs kunnen voorzien zijn van een spoelkraan, die door de gebruiker in werking wordt gesteld waardoor een zeer effectieve spoeling wordt verkregen in een kort tijdsbestek. Voor het reinigen worden ook wel automatische spoelinrichtingen toegepast. Openbare urinoirs op straat hebben soms een afscherming aan de rugzijde. Het urinoir is ontworpen voor mannen. Vrouwen kunnen in principe van de reguliere urinoirs gebruikmaken met behulp van een plastuit. Er zijn ook vrouwenurinoirs, maar deze zijn zeldzaam.

## Accessoires
Soms wordt er een matje geplaatst in het urinoir. Dit ter voorkoming van verstopping doordat mensen afval in het urinoir deponeren. Soms bevindt zich op dit matje of op het porselein een afbeelding van een vlieg. Dit trekt de aandacht en bevordert daardoor het juiste richten van de straal. Ook kan het matje bedrukt zijn met een tekst die zichtbaar wordt nadat erover is geplast. Dit kan bovendien aangewend worden als marketingmiddel door een reclametekst te plaatsen. Er bestaat ook een urinoirmatje met een voetbaldoel waarbij er een balletje aan de lat bungelt dat geraakt dient te worden. Het balletje verkleurt als het wordt geraakt. Ook dit heeft tot doel het plassen in het urinoir te bevorderen. Soms wordt er een toiletblokje in het urinoir gelegd, om te desinfecteren en om stank te overstemmen. Wanneer er meer urinoirs op een rij zijn geplaatst, worden deze meestal gescheiden door schaamschotten, die er voor dienen dat men kan urineren zonder bekeken te kunnen worden door anderen.

## Kunst
De Franse kunstenaar Marcel Duchamp gebruikte voor zijn kunstwerk Fountain een urinoir als een zogenaamd readymade.
De Nederlandse ontwerpster Meike van Schijndel ontwierp een urinoir in de vorm van een mond, genaamd Kisses. Enkele exemplaren hiervan werden geplaatst in een vestiging van McDonald's in Amsterdam. Er waren nog meer van deze urinoirs voorzien voor het John F. Kennedy International Airport in New York. Na klachten van onder meer National Organization for Women werden de urinoirs echter weer verwijderd.
De Amerikaanse keramist Clark Sorensen ontwierp urinoirs in de vorm van bloemen.